# Kangerlussuaq
Kangerlussuaq (duń. Søndre Strømfjord) – miejscowość na Grenlandii (terytorium autonomiczne Danii), w gminie Qeqqata. W roku 2011 liczba mieszkańców wynosiła 544 osoby. W Kangerlussuaq znajduje się port lotniczy (do listopada 2024 hub linii lotniczej Air Greenland).